# Achbārīya
Die Achbārīya (arabisch اخبارية, DMG Aḫbārīya) ist die traditionalistische Lehrrichtung innerhalb der Zwölferschia, die ihren Namen von den achbār, den Nachrichten über die zwölf Imame, ableitet und eine Gegenströmung zu der von al-Hilli begründeten rationalistischen Lehrrichtung der Uṣūli bzw. Uṣūliyya darstellt. Die Vertreter der Achbariyya verwerfen den Idschtihād, die eigene rationale Urteilsbemühung, und wollen nur dem überlieferten Wort des Koran, der Sunna des Propheten und den Überlieferungen der Imame Autorität zuerkennen. Die Schule spricht „jedem Laiengläubigen das Recht zu, sich zur Klärung ihm wichtiger religiöser Fragen ohne Vermittlung eines mudschtahid direkt den Quellen der Überlieferung zuzuwenden.“
Als Gründer der Achbariyya gilt Muhammad Amīn Astarābādī (gest. 1624), der seiner Zeit an den Heiligen Stätten in Mekka und Medina lebte. In der zweiten Hälfte des 17. Jahrhunderts erhielt die Achbariyya im Safawiden-Reich auch herrscherliche Unterstützung. So wurde der Achbari-Gelehrte Muḥammad Bāqir al-Madschlisī 1687 zum Schaich al-islām von Isfahan berufen und erhielt weitreichende Vollmachten zur Durchsetzung von Maßnahmen gegen religiöse Abweichler. Bekannt geworden ist er vor allem durch seine monumentale Enzyklopädie Biḥār al-anwār, die in ihrer gedruckten Ausgabe 110 Bände umfasst und in der er das gesamte Korpus schiitischer Traditionen neu arrangiert hat.
Die Schule wurde von dem schiitischen Mudschtahid aus Persien Mohammad-Baqir Wahid Behbahani (ca. 1705–1791) und seinen Schülern aus der Usuli-Schule des schiitischen Islam erfolgreich bekämpft. Bis zum 19. Jahrhundert blieb die Schule aber in Iran, im Irak, in Teilen der Arabischen Halbinsel und Indien ein einflussreicher Zweig der schiitischen Rechtswissenschaft (fiqh).
Heute bilden die Achbaris nur noch eine kleine Minderheit innerhalb der Zwölfer-Schia, die Usulis sind in der klaren Mehrheit. Die Strömung der Achbaris spielt derzeit nur noch in Bahrain eine größere Rolle. Auch im Gebiet von Basra im Süd-Irak, in Indien (Hyderabad) und andernorts ist sie anzutreffen.
Dem Islamwissenschaftler und Schia-Experten Heinz Halm zufolge sind sie „die schiitischen ‚Fundamentalisten‘ im eigentlichen Sinne des Wortes.“